# جيان روبن
جيان روبن (بالفرنسية: Jean Robin)‏ (25 يوليو 1921 مارسيليا فرنسا - 8 أكتوبر 2004 مارسيليا فرنسا) هو لاعب كرة قدم فرنسي سابق كان يلعب كمهاجم.

## روابط خارجية
- جيان روبن على موقع قاعدة بيانات كرة القدم.إي يو (الإنجليزية)
- جيان روبن على موقع عالم كرة القدم.نت (الإنجليزية)